# William Metzger
William Ernest Metzger (Peru, 30 settembre 1868 – 11 aprile 1933) è stato un imprenditore statunitense.
Fu uno dei pionieri dell'industria automobilistica. Aprì uno dei primi concessionari d’auto degli Stati Uniti d'America, e contribuì al primo sviluppo di molte Case automobilistiche, incluse la Cadillac e la E-M-F Company (per quest'ultima la “M” nella denominazione indicava l'iniziale del cognome di Metzger).

## I primi anni della sua vita
William Metzger nacque a Peru, nell'Illinois, nel 1868. All'età di 10 anni, si trasferì a Detroit con suo padre. Conseguì il diploma nel 1885 alla High school nella città in cui risiedeva, ed in seguito trovò immediatamente lavoro alla Hudson & Symington, società che era impiegata nel campo dei mobili.
Nella sua giovinezza, Metzger si appassionò di biciclette, e diventò il primo presidente del Detroit's Wheelman's Club. Ben presto il suo hobby divenne la sua occupazione: nel 1891, Metzger si associò a Stanley Huber, e fondò la Huber & Metzger, un negozio di biciclette situato nel centro di Detroit. L'attività commerciale diventò ben presto una delle più grandi del paese, commercializzando anche articoli provenienti da fornitori inglesi.

## Le automobili e la Cadillac
Nel 1895, Metzger partecipò al primo salone dell'automobile, che si tenne a Londra nel 1895. Impressionato con ciò che aveva visto, si recò a visitare gli stabilimenti di Gottlieb Daimler e di Karl Benz, che erano tra i principali produttori di automobili, sebbene ne fabbricassero circa 200. Dopo quest'ultima esperienza, tornò a Detroit, convinto del futuro dell'automobile, ed immediatamente vendette le azioni di sua proprietà della Huber & Metzger. Metzger aprì il primo concessionario d’auto degli Stati Uniti d'America nel 1897, vendendo modelli elettrici della Pope-Waverley. L'anno seguente Metzger aggiunse ai prodotti venduti le auto a vapore, e quindi le vetture diesel costruite da varie Case automobilistiche. Nel 1899 iniziò a commerciare automobili fabbricate dalla Oldsmobile: nel giugno, Metzger vendette il primo esemplare di questa azienda.
Nel 1899 Metzger aiutò ad organizzare il salone dell'automobile di Detroit, il secondo del suo genere. L'anno seguente, collaborò alla realizzazione del salone dell'automobile di New York al Madison Square Garden. Promosse anche le competizioni automobilistiche, mettendo in palio i 200 dollari del premio di una gara, vinta poi da Barney Oldfield che guidava una Ford 999. Quest'ultima vittoria ebbe un effetto sostanziale sulle fortune di Henry Ford.
Nel 1900 Metzger strutturò la Northern Motor Car Co, e due anni più tardi fu una delle persone che contribuì all'organizzazione la Cadillac. Nel 1903, con sole tre auto prodotte, Metzger prese un ordine al salone dell'automobile di New York di 2700 esemplari. Nello stesso anno, la produzione della Cadillac superò ogni altra Casa automobilistica negli Stati Uniti d'America, salvando la Oldsmobile. Nel 1905 la Cadillac fu riorganizzata, fondendosi con la Leland & Faulconer, e Metzger ottenne 3000 azioni della nuova compagnia. Rimase alla Cadillac come direttore delle vendite fino al 1908, ma era in cerca di cambiamenti.

## La E-M-F Company
Nel 1908 Metzger acquisì il controllo della Northern Automobile Co, che si fuse con la Wayne Automobile Company, gestita da Walter Flanders e Byron Everitt, per formare la E-M-F Company. La neonata compagnia si appoggiava alla Studebaker per vendere le sue automobili, e nel 1909 costruì circa 8000 esemplari, facendola diventare la quinta azienda produttrice di autovetture negli Stati Uniti. Sebbene la E-M-F era in crescita (nel 1911 produsse 26.000 vetture, seconda solo alla Ford), Metzger era scontento del partenariato con la Studebaker. A metà del 1909 Metzger lasciò la società insieme a Byron Everitt, ma con 362.500 dollari di buonuscita.
Con questo denaro, Metzger ed Everitt fondò la Metzger Motor Car Co, che in seguito produsse un modello d'automobile (chiamata Everitt), che era sostanzialmente simile ai modelli E-M-F. Metzger usò ancora la sua abilità di venditore, e durante il primo anno di attività ben 2500 di Everitt furono prenotate prima che il primo veicolo uscisse dalla catena di montaggio.
Senza Everitt e Metzger, gli affari alla E-M-F Company andarono male, nonostante le consistenti vendite e l'aggressività sui mercati. Nel 1912 Flanders lasciò la compagnia, unendosi a Metzger and Everitt. I tre soci, ancora insieme, ricapitalizzarono l'azienda rinominandola Flanders Motor Company. In ogni caso, la nuova compagnia fu subito in difficoltà per mancanza di liquidità, ed entrò in crisi quasi subito. Nel tardo 1912 Flanders, con un'operazione di destrezza, la vendette alla United States Motor Company, diventando poi capo della nuova compagnia. Metzger and Everitt, comunque, realizzarono del profitto per la vendita e lasciarono l'azienda.

## Gli ultimi anni
Dopo lo scioglimento della Flanders Motor Company, Metzger si affiliò a molte altre Case automobilistiche, incluse la Columbia Motors, la Wills Sainte Claire e la Federal Motor Truck Co. Fu anche nominato dirigente esecutivo all’American Automobile Association, e fu eletto presidente del consiglio di amministrazione del Fire Commissioner di Detroit.
Nel 1921, Everitt, Metzger, e Flanders furono di nuovo riuniti per produrre la Rickenbacker Motor Company (in società con Eddie Rickenbacker). Comunque, la compagnia non decollò mai. I profitti erano bassi o addirittura inesistenti, e la compagnia subì un ulteriore contraccolpo con la morte di Walter Flanders in un incidente automobilistico nel 1923. L'azienda sopravvisse ancora per pochi anni, ma nel 1926 Rickenbacker fu disgustato dei continui litigi interni, e si dimise. Quando anche gli altri dirigenti lasciarono la Rickenbacker Motors nel 1927, la compagnia chiuse.
Negli anni venti Metzger passò agli aeroplani. Fu buon amico dei fratelli Wright, e capì che gli Stati Uniti d'America avevano bisogno di più costruttori di aeroplani. Nel 1926 aiutò Eddie Stinson a fondare la Stinson Aircraft Corporation. L'anno seguente, organizzò il primo salone di aeroplani degli Stati Uniti, a Detroit. Nel 1929 contribuì ad organizzare la Cadillac Aircraft Co. La compagnia costruiva aeroplani tecnicamente superiori, ma la grande depressione affossò l'azienda.
Appena dopo l'inizio della grande depressione, la salute di William Metzger cominciò a peggiorare. Rimase infermo per quattro anni, ed un attacco cardiaco pose fine alla sua vita l'11 aprile 1933.